# キャサリン・ブロジェット

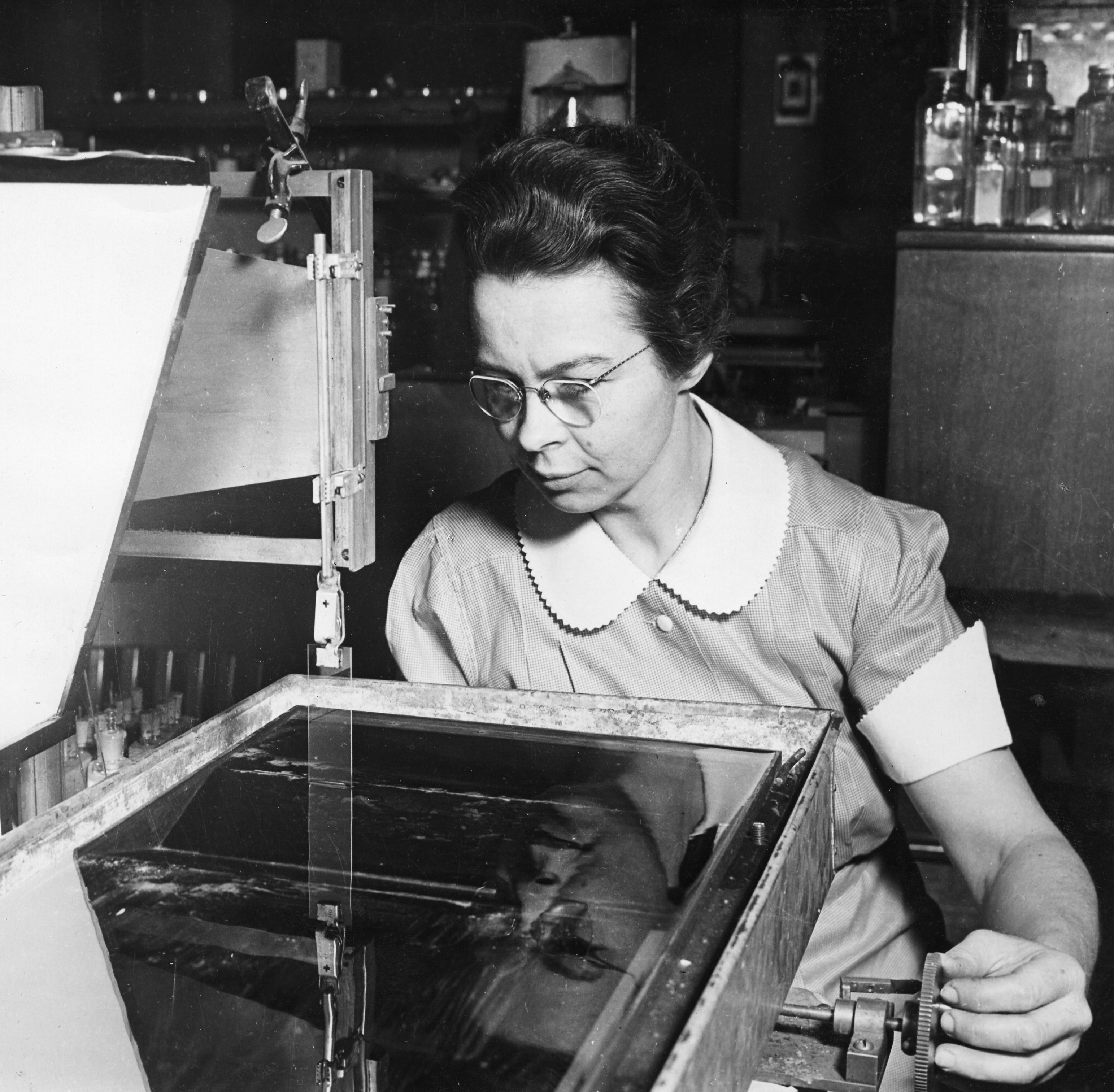
キャサリン・ブロジェット

キャサリン・ブロジェット（Katharine Burr Blodgett, 1898年1月10日 - 1979年10月12日）はアメリカ合衆国の女性物理学者である。アーヴィング・ラングミュアとともに研究した単分子膜（LB膜：ラングミュア＝ブロジェット膜）に名前を残している。ケンブリッジ大学から最初に学位を得た女性である。

## 生涯
ニューヨークに生まれた。父親はジェネラル・エレクトリック社の特許部の部長であったが、キャサリンの生まれる少し前に他界した。1913年にブリンマー大学に入り、1917年にシカゴ大学で化学の学位を得た。ジェネラル・エレクトリック社に研究職として雇われた最初の女性となった。1924年にキャヴェンディッシュ研究所で研究する機会を得て、1926年に物理学の学位を得た。1963年に引退するまで、ジェネラル・エレクトリック社で働いた。
1934年に、水面上に合物を滴下して水面上に単分子膜をつくり、固体基板上に移し取る手法、ラングミュア-ブロジェット法を開発した。均一な薄膜を得ることができる技術である。